# DFS Rhönbussard
Il DFS Rhönbussard (Poiana del Reno), codice RLM 108-50, citato anche come Schleicher Rhönbussard dal nome della ditta costruttrice, fu un aliante monoposto da competizione ad alte prestazioni con limitate capacità acrobatiche progettato dall'ingegner Hans Jacobs, sviluppato in Germania dal Deutsche Forschungsanstalt für Segelflug (DFS) nei primi anni trenta e prodotto principalmente dalla Segelflugzeugbau Rhön Alexander Schleicher.
Caratterizzato dalla cabina di pilotaggio aperta e dalla configurazione ad ala alta sulla fusoliera, era destinato alle attività sportive nel volo a vela e come addestratore intermedio nelle scuole di volo tedesche del periodo, tra cui la Nationalsozialistisches Fliegerkorps (NSFK).

## Storia del progetto
Nei primi anni trenta Hans Jacobs decise di avviare lo sviluppo di un nuovo aliante ad alte prestazioni da destinare alle scuole di volo che fosse in grado di occupare, nella formazione dei piloti di volo a vela degli aeroclub privati e della nascente Nationalsozialistisches Fliegerkorps (NSFK), un livello di difficoltà intermedia tra il più semplice Schneider Grunau Baby ed i modelli più evoluti come il DFS Rhönadler.
Il modello ebbe un grande successo commerciale venendo esportato in diversi paesi europei, tre in Inghilterra, e almeno uno in Argentina, dove venne in seguito prodotto su licenza in quattro esemplari dalla Fabrica Militar de Aviones (FMA) contribuendo alla diffusione del volo a vela nel paese sudamericano.

## Tecnica
Il DFS Rhönbussard era un aliante con struttura in legno ricoperta in compensato e tela dall'impostazione classica, rimasta praticamente invariata con l'introduzione nel 1921 dell'Hannover H 1 Vampyr: monoposto con abitacolo aperto, configurazione ad ala alta e pattino d'atterraggio retrattile.
La fusoliera, a sezione ovoidale che si rastremava verso coda e realizzata con struttura in legno ricoperta da pannelli di compensato, presentava l'unico abitacolo aperto ad un unico posto, accessibile sganciando una copertura che integrava anche il parabrezza. Posteriormente terminava in un impennaggio monoderiva dotato di un elemento verticale dalle generose dimensioni abbinato ad un unico piano orizzontale collocato in posizione avanzata sul dorso che azionava i due elementi separati.
La configurazione alare era monoplana, con l'ala con struttura lignea e pianta centrale rettangolare rastremata verso le estremità, realizzata in due parti attorno ad un robusto longherone centrale al quale erano incollate le leggere centine in compensato irrobustite da flange in legno di pino. Tutta la struttura era poi ricoperta in tela trattata tranne che sul bordo di attacco, anch'esso realizzato in compensato. L'ala era posizionata alta, collegata a sbalzo alla fusoliera all'altezza della "gobba" dorsale, che fungeva da poggiatesta al pilota, sporgendo parzialmente sopra di esso, ed era dotata di due alettoni ad azionamento meccanico. Nei primi esemplari prodotti mancavano i diruttori di flusso aggiunti in un secondo tempo.
Gli organi di atterraggio erano costituiti da un semplice grande pattino anteriore centrale ad azionamento meccanico abbinato ad un secondo, più piccolo, posizionato sotto la coda, entrambi dotati di elementi elastici in grado di assorbire parzialmente le asperità del terreno.

## Impiego operativo
Pur non essendo stato espressamente progettato per essere in grado di perseguire dei record di distanza percorsa, il modello fu in grado di dimostrare in diverse occasioni la sua capacità di rimanere in volo per lunghi tragitti. Il miglior risultato ottenuto fu, tra quelli riportati dalle cronache dell'epoca, quello eseguito nel 1939 dal Leutnant Paselak della Luftwaffe, il quale fu in grado di arrivare, partendo dal Wasserkuppe, alla città di Burg Stargard in Pomerania posta a 470 km, raggiungendo grazie alle correnti ascensionali trovate lungo il percorso i 4 300 m di quota.
Da ricordare anche una seconda impresa, questa volta ad opera di un pilota argentino, che nel 1944 riuscì a volare sopra il delta del Río de la Plata attraversandolo fino ad atterrare in territorio uruguaiano.

## Esemplari attualmente esistenti
Oltre agli esemplari conservati in musei aeronautici, esistono ancora diversi esemplari, originali e repliche, in condizioni di volo ed utilizzati dai proprietari in manifestazioni e raduni per alianti d'epoca.
Tra gli esemplari in esposizione presso strutture museali sono presenti:
- D-Hesselberg, presso il Deutsches Segelflugmuseum mit Modellflug di Gersfeld, in Germania.[6]